# Nederlands Hervormde Kerk (Bennebroek)
De Nederlands Hervormde Kerk in de Noord-Hollandse plaats Bennebroek is een protestantse kerk uit de 17e eeuw waarvan de bouw begon in 1664. De opdrachtgever was Adriaen Pauw en Pieter Post was de architect. Alleen de fundering werd gebouwd en daarna werd het werk stilgelegd. In 1669 overleed Pieter Post en het zou tien jaar duren totdat de bouw weer verder ging, nu onder leiding van de architect Adriaan Dortsman. Op 24 mei 1682 was de eerste dienst in deze kerk, die sinds 1972 beschermd is als rijksmonument.
Het kerkhof rondom de kerk is aangewezen als gemeentelijk monument. Op deze begraafplaats staat het graf van A.S. Talma.